# Radiomètre micro-onde

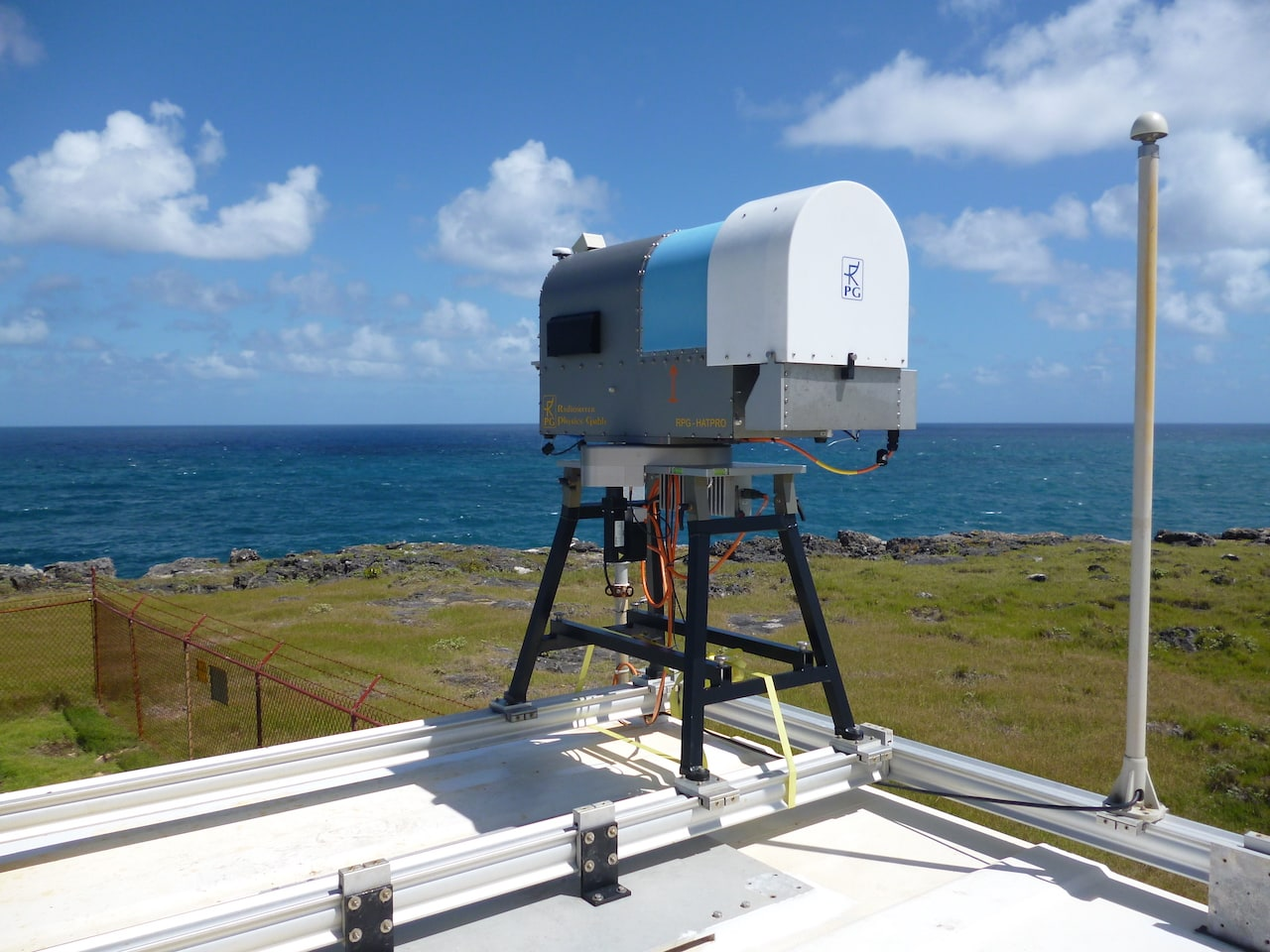
Radio-metre micro-onde

Le radiomètre micro-onde est un instrument de télédétection passif. Il mesure l'énergie émise à des longueurs d'onde allant du sub-millimétrique au centimétrique (de 1 à 1000 GHz) par des molécules, généralement l'eau (liquide ou vapeur) ou le dioxygène. Le radiomètre micro-onde dans sa conception la plus générale a été mis au point par Robert Dicke en 1946.
Le radiomètre permet d'obtenir comme information le profil vertical ou le contenu intégré sur la colonne du contenu en vapeur d'eau, en eau liquide, la pression, ou encore la température. Il a comme principal avantage sa résolution temporelle très fine pour un instrument de mesure de quantités atmosphériques.
Les premiers radiomètres étaient embarqués sur des avions ou des satellites. La sonde spatiale Juno lancée en août 2011 embarque un radiomètre micro-onde pour caractériser l'atmosphère de Jupiter, son arrivée à destination est prévue pour 2016.